# Joegoslavisch basketbalteam (mannen)
Het Joegoslavisch nationaal basketbalteam was een team van basketballers dat Joegoslavië vertegenwoordigt in internationale wedstrijden. In 1992 is Joegoslavië in vele landen uiteengevallen.
Joegoslavië nam in het verleden in totaal deel aan tien edities van het Wereldkampioenschap basketbal. acht keer behaalde het land een medaille, waarvan drie keer de gouden medaille. Eenentwintig keer werd er meegedaan aan Eurobasket. Hierin wist Joegoslavië dertien keer een medaille te behalen (vijf maal goud). Tot slot nam het Joegoslavisch nationaal basketbalteam acht keer deel aan de Olympische Zomerspelen, alwaar het één keer de gouden medaille en vier keer andere medailles wist te winnen. 

## Joegoslavië tijdens internationale toernooien

### Wereldkampioenschap
- WK basketbal 1950: 10e
- WK basketbal 1954: 11e
- WK basketbal 1963: 2e
- WK basketbal 1967: 2e
- WK basketbal 1970: 1e
- WK basketbal 1974: 2e
- WK basketbal 1978: 1e
- WK basketbal 1982: 3e
- WK basketbal 1986: 3e
- WK basketbal 1990: 1e

### Eurobasket
- Eurobasket 1947: 13e
- Eurobasket 1953: 6e
- Eurobasket 1955: 8e
- Eurobasket 1957: 6e
- Eurobasket 1959: 9e
- Eurobasket 1961: 2e
- Eurobasket 1963: 3e
- Eurobasket 1969: 2e
- Eurobasket 1971: 2e
- Eurobasket 1973: 1e
- Eurobasket 1975: 1e
- Eurobasket 1977: 1e
- Eurobasket 1979: 3e
- Eurobasket 1981: 2e
- Eurobasket 1983: 7e
- Eurobasket 1985: 7e
- Eurobasket 1987: 3e
- Eurobasket 1989: 1e
- Eurobasket 1991: 1e

### Olympische Spelen
- Olympische Spelen 1960: 6e
- Olympische Spelen 1964: 7e
- Olympische Spelen 1968: 2e
- Olympische Spelen 1972: 5e
- Olympische Spelen 1976: 2e
- Olympische Spelen 1980: 1e
- Olympische Spelen 1984: 3e
- Olympische Spelen 1988: 2e